# اتفاق مانيلا
اتفاق مانيلا وقعت في 31 يوليو 1963 من قبل اتحاد مالايا وجمهورية إندونيسيا وجمهورية الفلبين، وذلك بعد اجتماع من 7 إلى 11 يونيو 1963 في مانيلا.
بمبادرة من رئيس الفلبين ديوسدادو ماكاباجال، تم عقد الاجتماع لحل القضايا المتعلقة برغبات سكان شمال بورنيو وساراواك في سياق قرار الجمعية العامة للأمم المتحدة المبدأ 9 من الملحق، مع الأخذ بعين الاعتبار الاستفتاء في شمال بورنيو وساراواك الذي سيكون حراً وبدون إكراه.

## التاريخ
يسرد الاتفاق سلسلة من الاتفاقات بين اتحاد مالايا وجمهورية إندونيسيا وجمهورية الفلبين، وبيان مشترك من قبل الأطراف الثلاثة.
اعتبارًا من 24 سبتمبر 1963 أغلقت سفارة الفلبين في كوالالمبور بناءً على أوامر حكومة الملايو، بعد الفشل في التوصل إلى تسوية مرضية لمطالبة الفلبين بشمال بورنيو، وتأجيل الاعتراف بالدولة الخلف ماليزيا. ظلت العلاقات الدبلوماسية والقنصلية بين البلدين معلقة حتى مايو 1964.
في 7 فبراير 1966 أصبحت العلاقات بين الفلبين وماليزيا أكثر هدوءًا واستقرت، وخلال ذلك الوقت تم تبادل الملاحظات التي تشكل اتفاقية تتعلق بتنفيذ اتفاق مانيلا المؤرخ 31 يوليو 1963 (وقعته الفلبين وماليزيا في مانيلا وكوالالمبور تشكل أن الحكومتين قد وافقتا على الالتزام باتفاق مانيلا المؤرخ 31 يوليو 1963) والبيان المشترك المصاحب الذي دعا إلى التسوية السلمية لمطالبة الفلبين بشمال بورنيو. كما أقرت الاتفاقات بضرورة أن يجتمع الطرفان في أقرب وقت ممكن لغرض توضيح المطالبة ومناقشة وسائل تسويتها بما يرضي الطرفين بما يتفق مع اتفاق مانيلا والبيان المشترك.
في مذكرة شفوية مؤرخة أيضًا في 7 فبراير 1966، سجلت حكومة ماليزيا نفسها «أنها لم تبتعد أبدًا عن اتفاق مانيلا المؤرخ 31 يوليو 1963 والبيان المشترك المصاحب لها وتكرر تأكيدها بأنها ستلتزم بهذه الاتفاقات، ولا سيما الفقرة 12 من اتفاق مانيلا المذكور» (حيث وافقت ماليزيا على أن إدراج شمال بورنيو في اتحاد ماليزيا لن يضر بأي مطالبة أو أي حق للفلبين في الإقليم) و«الفقرة 8 من البيان المشترك» (حيث اتفقت جميع الأطراف على السعي للتوصل إلى حل عادل وسريع للنزاع عن طريق التفاوض والتوفيق والتحكيم أو التسوية القضائية أو غيرها من الوسائل السلمية التي يختارها الطرفان بما يتوافق مع ميثاق الأمم المتحدة).
كما ينص بيان مشترك مؤرخ في 3 يونيو 1966 من قبل ماليزيا والفلبين على أن كلا الطرفين قد اتفقا على الالتزام باتفاق مانيلا للتسوية السلمية لمطالبة الفلبين بشمال بورنيو (التي تسمى الآن «صباح»). كما أنهم «أقروا بضرورة الجلوس معًا في أقرب وقت ممكن لغرض توضيح الادعاء ومناقشة سبل تسويته بما يرضي الطرفين» بما يتوافق مع الاتفاقية المذكورة والبيان المشترك المصاحب لها.
تم تسجيل اتفاق مانيلا والبيان المشترك والاتفاق المتعلق بتنفيذ اتفاق مانيلا المؤرخ 31 يوليو 1963 ونشرهما بعد أن أحالتهما حكومة الجمهورية إلى الأمين العام للأمم المتحدة. الفلبين في 30 ديسمبر 1965 و24 أكتوبر 1967 على التوالي. من شأن الامتثال للمادة 80 من اتفاقية فيينا لقانون المعاهدات (1969) أن يؤدي إلى الاختصاص المتصور لمحكمة العدل الدولية لاتخاذ قرار ما لم يتفق الطرفان على إحالة النزاع إلى التحكيم.
في عام 1968 اتفقت حكومتا ماليزيا والفلبين على إجراء محادثات في بانكوك لغرض توضيح مطالبة الفلبين بشمال بورنيو ومناقشة طرق تسويتها، على النحو المنصوص عليه في شروط اتفاق مانيلا. كما ورد في المحاضر الرسمية للجلسة العامة للجمعية العامة للأمم المتحدة، أفادت التقارير أن الوفد الماليزي أعلن خلال هذه المحادثات أن «هذه العملية بموجب البيان المشترك قد انتهت» وأنهم «خرجوا من غرفة الاجتماعات، وبذلك تنتهي المحادثات بشكل مفاجئ»، على الرغم من الإعلان علنًا قبل أيام قليلة عن أنهم سيناقشون مع نظرائهم الفلبينيين طرق تسوية النزاع الإقليمي.